# Самсее, Оле Иоанн
Оле Иоанн Самсее (дат. Ole Johan Samsøe; 21 марта 1759, Нествед, Зеландия — 24 января 1796, Копенгаген) — датский поэт и драматург.

## Биография
Сын моряка торгового флота. Во время учёбы в школе подружился с Кнудом Люне Рабеком, будущим поэтом. В 1777—1779 годах изучал философию. После смерти отца, влекомый любовью к творчеству, занялся литературной деятельностью. Стал членом одного из популярных в то время литературных клубов, члены которого для взаимного развития литературных способностей друг друга должны были сдавать то или иное литературное произведение.
Написал свой первый рассказ «Фритхоф», используя исландскую легенду для группы таких же молодых людей.
В 1782—1784 годах путешествовал за границу, преимущественно в компании Рабека, а после возвращения некоторое время работал учителем.
Его северные рассказы «Frithiof», «Hilder» и «Halfdans Sönner», написанные не столько в нордическом духе, сколько в сентиментально-моральном жанре того времени, пользовались определённым успехом. Некоторое значение сохранила его трагедия «Dyveke». Его «Digteriske Skrifter» изданы после его смерти (3 изд., 1805), вместе с его биографией.
Его трагедия «Dyveke» была поставлена в январе 1796 года и встречена с публикой большим нетерпением. Всего её играли 77 раз, последний раз в 1856 году. 